# Czarna księga kapitalizmu
Czarna księga kapitalizmu (fr. Le livre noir du Capitalisme) – francuska książka historyczna z 1998 opublikowana w reakcji na Czarną księgę komunizmu (1997). W przeciwieństwie do wcześniejszej pracy Czarna księga kapitalizmu nie jest próba przypisania określonej liczby ofiar danemu systemowi politycznemu. Książka składa się raczej z serii niezależnych prac różnych pisarzy, z których każdy wyraża swoją krytykę różnych aspektów kapitalizmu. Poruszane tematy wahają się od afrykańskiego handlu niewolnikami po skutki globalizacji.
Dodatek zawiera niepełną listę ofiar śmiertelnych XX wieku, które redaktor Gilles Perrault przypisuje systemowi kapitalistycznemu. Lista obejmuje niektóre ofiary śmiertelne dwóch wojen światowych, wojny kolonialne, kampanie antykomunistyczne, represje i masowe mordy, konflikty etniczne oraz ofiary głodu lub niedożywienia; podnosząc niepełną sumę do 100 milionów zgonów przypisywanych kapitalizmowi w XX wieku.
Tłumaczenia książki ukazały się w języku greckim, portugalskim, hiszpańskim, włoskim i czeskim.

## Autorzy
Autorami książki są historycy, socjologowie, ekonomiści, związkowcy i pisarze tacy jak:
- Caroline Andréani
- François Arzalier
- Roger Bordier
- Maurice Buttin
- François Chesnais
- Maurice Cury
- François Delpla
- François Derivery
- André Devriendt
- Pierre Durand
- Jean-Pierre Fléchard
- Yves Frémion
- Yves Grenet
- Jacques Jurquet
- Jean Laïlle
- Maurice Moissonnier
- Robert Pac
- Philippe Paraire
- Paco Peña
- André Prenant
- Maurice Rajsfus
- Jean Suret-Canale
- Subhi Toma
- Monique and Roland Weyl
- Claude Willard
- Jean Ziegler